# Komitat Sáros
Das Komitat Sáros (deutsch vereinzelt auch Gespanschaft bzw. Komitat Scharosch; ungarisch Sáros vármegye, slowakisch Šarišská stolica – von 1918 bis 1920 Šarišská župa, lateinisch comitatus Sarosiensis) war eine Verwaltungseinheit im Norden des Königreichs Ungarn. Verwaltungssitz war Eperjes.
Das Komitat lag in der heutigen Nordostslowakei und der slowakische Name Šariš wird jetzt als inoffizielle Bezeichnung für dieses Gebiet und als offizielle Bezeichnung einer Tourismusregion verwendet.

## Lage

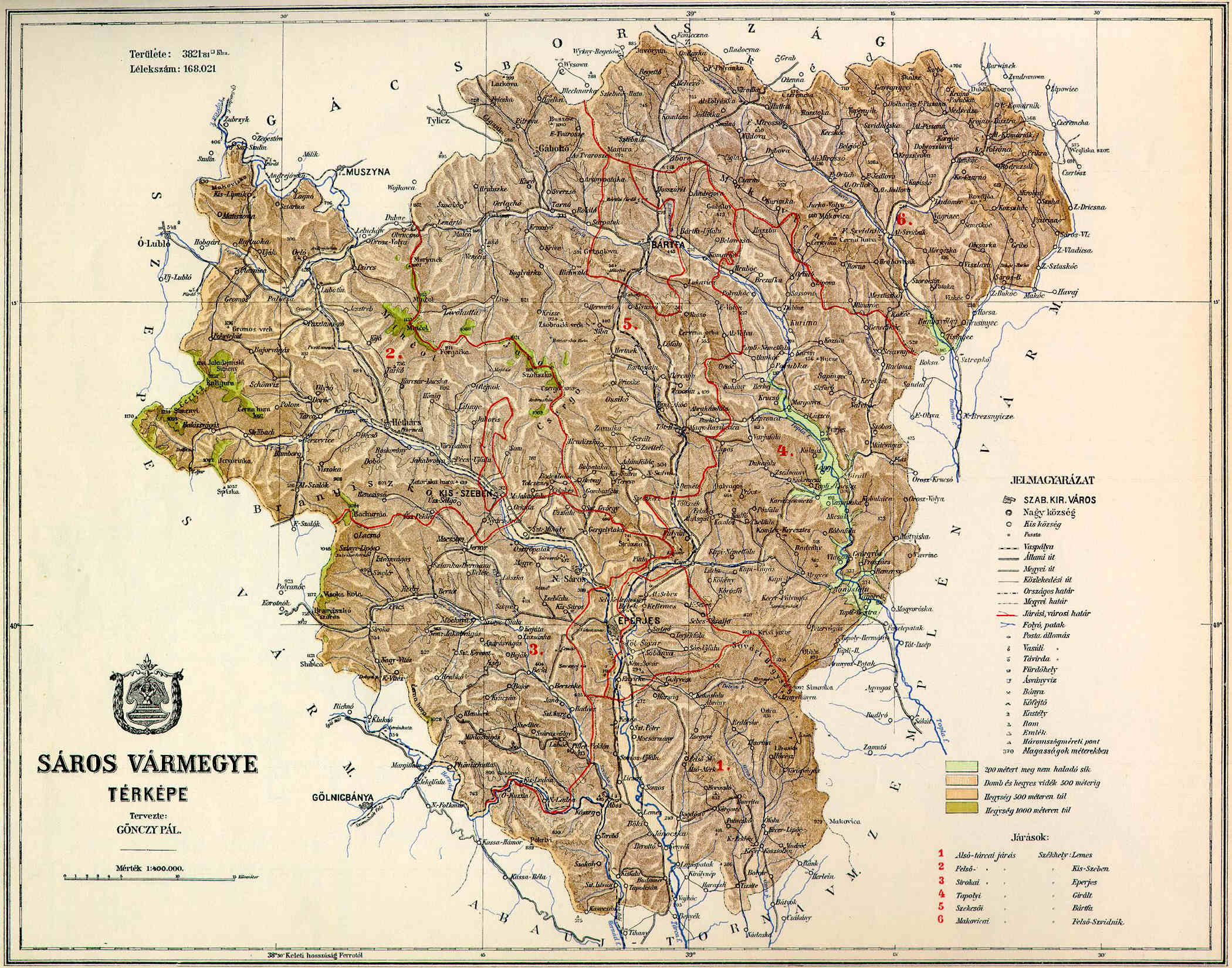
Karte des Komitats Sáros um 1890

Das Komitat grenzte im Norden an Polen (beziehungsweise 1772–1918 an das österreichische Kronland Galizien), im Westen an das Komitat Zips (Szepes), im Süden an das Komitat Abaúj (bzw. 1785–90, 1848–59, 1882–1918 Komitat Abaúj-Torna) und im Osten an das Komitat Semplin (Zemplén).
Es wurde von den Leutschauer Bergen (Levočské vrchy, in der Zips gelegen) und den Städten Kassa (heute Košice) und Felsővízköz (heute Svidník) begrenzt. Der Fluss Tarca (heute Torysa) durchfloss das Komitat. 1910 hatte das Gebiet 174.620 Einwohner auf einer Fläche von 3.652 km².

## Verwaltungssitze
Komitatssitz war ursprünglich die Burg Scharosch. Danach gab es bis 1647 verschiedene Sitze, zuletzt Nagysáros (heute Veľký Šariš) und von da an Eperjes.

## Geschichte
Das Komitat Sáros entstand im 13. Jahrhundert aus dem Komitat Novi Castri (benannt nach Novum Castrum, heute Abaújvár), aus dem auch die späteren Komitate Abaúj und Heves hervorgingen.
Ende 1918 wurde das Gebiet durch tschechoslowakische Truppen besetzt und kam durch den Vertrag von Trianon 1920 zur Tschechoslowakei. Dort bestand sie bis 1922 weiter (Šarišská župa). 1939, kurz vor dem Ausbruch des Zweiten Weltkriegs, nachdem die Tschechoslowakei aufgelöst worden war, wurde Šariš ein Teil der unabhängigen Slowakei. Nach dem Krieg wurde die Tschechoslowakei wiederhergestellt und 1993 wieder aufgelöst.
Das Gebiet des Komitats wurde chronologisch wie folgt administrativ eingegliedert:
- 1918–1922: Šarišská župa (Scharoscher Gespanschaft), CS
- 1923–1928: Košická župa (Kaschauer Gespanschaft), CS
- 1928–1939: Slovenská krajina/zem (Slowakisches Land), CS
- 1940–1945: Šarišsko-zemplínska župa (Scharosch-Sempliner Gespanschaft), SK
- 1945–1948: Slovenská krajina (Slowakisches Land), CS
- 1949–1960: Prešovský kraj (Eperieser Landschaftsverband – mit dem heutigen nicht zu verwechseln), CS
- 1960–1990: Východoslovenský kraj (Ostslowakischer Landschaftsverband), CS
- seit 1996: Prešovský kraj (Eperieser Landschaftsverband), SK

Obwohl die Region historisch gesehen eher eine reiche Gegend war, ist sie seit dem 19. Jahrhundert eher verarmt.

## Bezirksunterteilung

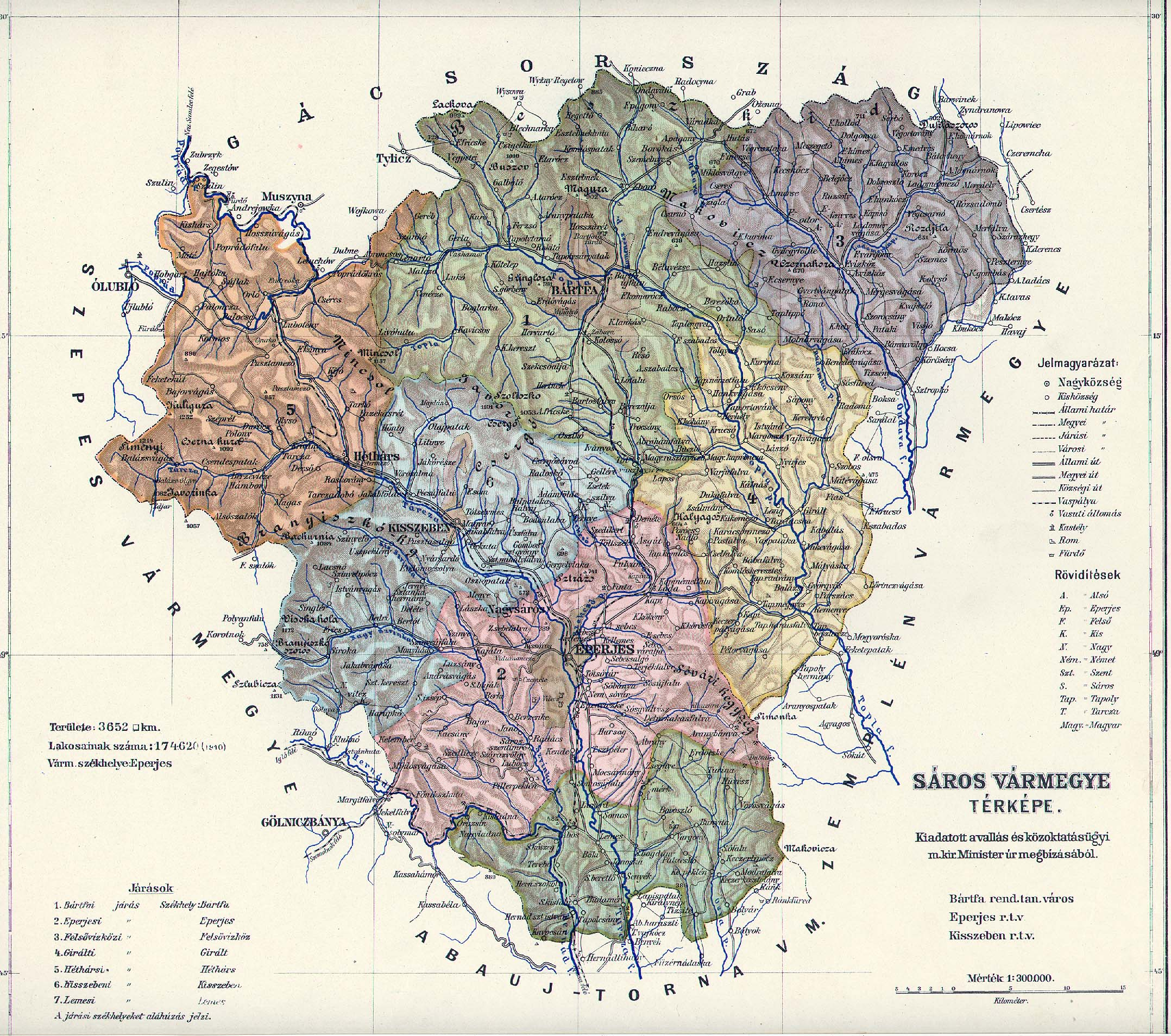
Administrative Karte

Das Komitat war im frühen 20. Jahrhundert in folgende Stuhlbezirke unterteilt (nach dem Namen des Verwaltungssitzes benannt):
| Stuhlbezirke (járások)                   | Stuhlbezirke (járások)     |
| Stuhlbezirk                              | Verwaltungssitz            |
| ---------------------------------------- | -------------------------- |
| Eperjes                                  | Eperjes, heute Prešov      |
| Bártfa                                   | Bártfa, heute Bardejov     |
| Felsővízköz                              | Felsővízköz, heute Svidník |
| Girált                                   | Girált, heute Giraltovce   |
| Héthárs                                  | Héthárs, heute Lipany      |
| Kisszeben                                | Kisszeben, heute Sabinov   |
| Lemes                                    | Lemes, heute Lemešany      |
| Stadtbezirke (rendezett tanácsú városok) |                            |
| Eperjes, heute Prešov                    |                            |
| Bártfa, heute Bardejov                   |                            |
| Kisszeben, heute Sabinov                 |                            |